# Caitlin Pringle
Caitlin Pringle (* 4. Dezember 1993 in Glasgow) ist eine schottische Badmintonspielerin. 

## Karriere
Caitlin Pringle wurde 2013 bei den nationalen Meisterschaften in Schottland Vizemeisterin im Doppel und Dritte im Mixed. Ein Jahr später wurde sie erneut Dritte im Mixed. 2013 nahm sie am Sudirman Cup teil, 2014 an den Badminton-Europameisterschaften teil. 2010 siegte sie bei den West of Scotland Championships, 2010, 2012 und 2013 bei den East of Scotland Championships. Bei den Irish International 2013 wurde sie ebenso Zweite wie bei den Portugal International 2014. Bei den Irish International 2012 belegte sie Rang drei.